# Тайшетлаг
Тайшетський табір НКВД (рос. Тайшетский ИТЛ УИТЛК УНКВД по Иркутской области, Тайшетский лагерь НКВД, Тайшетлаг) — особливий табір для політв'язнів.
Час існування: організований 26 квітня 1943 року на базі Південного ВТТ;
закритий 29 квітня 1946 року (переданий Братському ВТТ).

## Виконувані роботи
- с/г роботи,
- лісозаготівлі,
- залізничне і автодорожнє буд-во,
- контрагентські роботи на Бірюсінському лісозаводі, деревообробка,
- меблеве, швейне, взуттєве виробництва.

## Чисельність ув'язнених
- липень 1945 — 12 577,
- жовтень 1945 — 16 980,
- квітень 1946 — 51573.